# Земская почта Екатеринославского уезда
Зе́мская по́чта Екатериносла́вского уе́зда — земская почта, организованная земской управой Екатеринославского уезда Екатеринославской губернии. Земская почта Екатеринославского уезда существовала с 1869 года. В уезде выпускались собственные земские почтовые марки.

## История почты
Екатеринославская уездная земская почта была открыта в 1869 году. Пересылка служебных почтовых отправлений началась с 1 января 1872 года, частных почтовых отправлений — с 15 февраля 1872 года, в связи с чем были введены земские почтовые марки.
С 1876 года доставка почтовых отправлений стала бесплатной.

## Выпуски марок
Введённые в 1872 году земские почтовые марки были номиналом 5 копеек, на их рисунке был изображён герб Екатеринославского уезда с литерой «Е» и датой «1787».
Земские марки Екатеринославского уезда печатались в частной типографии города Екатеринослава.

## Гашение марок
Гашение марок осуществлялось чернилами (перечёркиванием).